# 963
963 (CMLXIII) je bilo navadno leto, ki se je po julijanskem koledarju začelo na četrtek.

## Dogodki
Neznan datum
- ustanovljena Velika lavra, najstarejši samostan na Atosu

## Smrti
- 15. marec - Roman II., bizantinski cesar (* okoli  938)